# Azienda Ospedale-Università Padova
L'Azienda Ospedale-Università Padova (AOUP), già Azienda Ospedaliera di Padova (AOPD), è un'azienda sanitaria del Servizio sanitario del Veneto, situata nella città di Padova. L'ospedale è riconosciuto come ospedale di rilievo nazionale e di alta specializzazione con decreto ministeriale dell'8 gennaio 1999 ed individuato dal piano socio-sanitario della regione Veneto 2012-2016, quale centro hub per la provincia di Padova e centro di riferimento regionale per le funzioni individuate dalla programmazione medica regionale. Con i suoi 1.682 posti letto (derivanti dall'acquisizione nel 2020 dell'Ospedale Sant'Antonio, con i suoi oltre 250 posti letto) è attualmente la più grande struttura ospedaliera d'Italia.
L'AOUP costituisce inoltre il punto di riferimento per l'Università degli Studi di Padova per quanto riguarda le attività didattiche e di ricerca della Scuola di Medicina e Chirurgia. In tale ambito, in particolare, l'AOUP rende disponibili le risorse umane e tecnologiche per la realizzazione delle scuole di specializzazione di area sanitaria, secondo quanto previsto dal decreto interministeriale n. 68 del 4 febbraio 2015.
L’inserimento nelle reti europee e la partecipazione alle collaborazioni internazionali conferiscono all’Azienda Ospedale-Università di Padova una dimensione e un riconoscimento di tipo sovranazionale.

## Storia

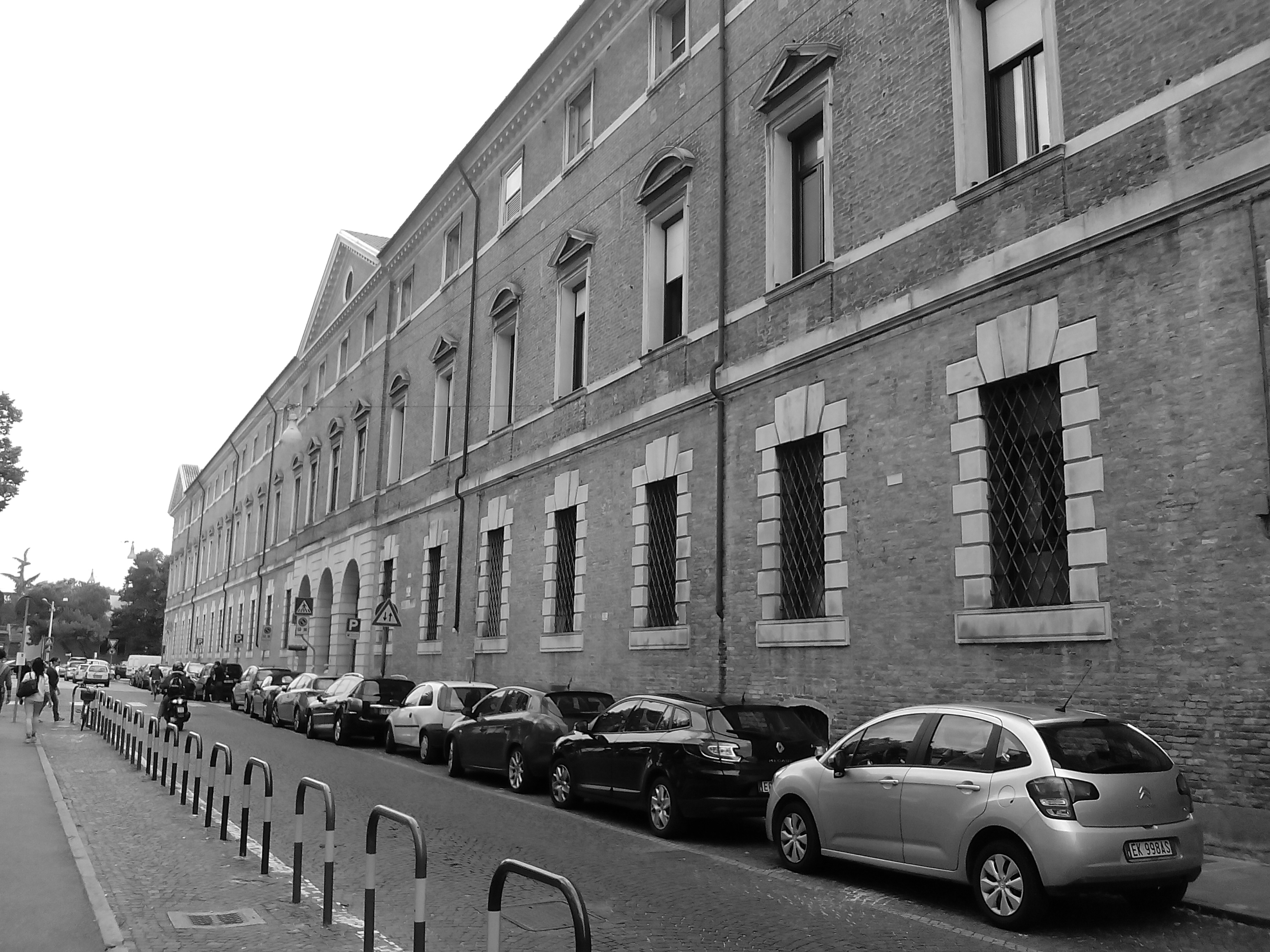
Ospedale Giustinianeo lato via Ospedale civile

La storia dell'ospedale affonda le sue radici nella fine del settecento con la costruzione dell'ospedale Giustinianeo iniziata nel 1778 per sostituire l'insufficiente ospedale di San Francesco Grande.

### Ospedale Giustinianeo
L'Ospedale Giustinianeo venne così chiamato in onore del vescovo di Padova, Nicolò Giustiniani, che ne fu il suo principale promotore. La superficie ove edificare il nuovo ospedale, al tempo chiamato Nuovo Ospitale degli Infermi di Padova, venne individuata nell'area in cui sorgeva l'antico collegio dei Gesuiti, abbandonato da tempo in quanto l'ordine era stato esiliato oltre cento anni prima dalla Repubblica Veneta. Il sito, posto nella zona sud della città, presso la cinta muraria in una zona poco densamente edificata, era particolarmente confacente, non solo per gli ampi spazi, ma anche perche disponeva di acqua corrente, sorgendo a fianco del Canale Alicorno che prelevava l'acqua direttamente dal Bacchiglione. La realizzazione dell'ospedale venne affidata all'architetto e professore universitario Domenico Cerato.
Il 4 marzo 1778 venne iniziata la demolizione di una parte del collegio dei Gesuiti dove doveva sorgere il nuovo ospedale e il 20 dicembre 1778, alla presenza del vescovo di Padova Nicolò Giustiniani e del Podestà Domenico Michiel, venne celebrata la cerimonia della posa in opera della prima pietra dell'edificio. La costruzione durò venti anni durante i quali il vescovo Giustiniani continuò l'opera di finanziamento dell'ospedale attraverso elemosine e lasciti anche personali, nonché l'istituzione di una lotteria finalizzata esclusivamente al finanziamento dell'ospedale. Purtroppo il Giustiniani morì nel 1796 senza aver potuto vedere il compimento della sua opera.
Il nuovo ospedale venne inaugurato il 29 marzo 1798 e a metà Ottocento la struttura fu in grado di ospitare cinquecento malati contemporaneamente. L'ospedale collaborò attivamente con l'Università degli Studi di Padova e nella prima metà dell'Ottocento furono attivate le cliniche medica e chirurgica.
Verso la fine dell'Ottocento, nel decennio tra il 1873 e il 1883, vennero attuati miglioramenti riguardanti l’edificio e la gestione igienica degli ambienti. A tale proposito furono riorganizzati i reparti, adibiti spazi separati per i malati contagiosi, migliorato ed esteso il sistema di riscaldamento, nonché l’incanalamento delle acque piovane.

### Ospedale Civile di Padova
Ad inizio Novecento gli spazi dell'ospedale divennero insufficienti e si rese pertanto necessaria la costruzione di nuovi edifici destinati ai padiglioni. Fra il 1906 e il 1911 furono realizzati ulteriori ampliamenti e la ristrutturazione del Giustinianeo, vengono inoltre implementate nuove costruzioni, anche sulla base di beneficenze private, che portano alla realizzazione del padiglione di pediatria e quello per le cure dermosifilopatiche.
I lavori di ampliamento dell'ospedale vennero interrotti per le due guerre mondiali, ma ripresero negli anni '50 con la realizzazione di soluzioni monoblocco o poliblocco verticale. Fra gli anni '50 e '60 vennero realizzati: la clinica pediatrica (1952-56), la clinica ostetrico-ginecologica (1953-56), il policlinico universitario (1957-61) e il monoblocco ospedaliero (1960-68). Al centro tra i due complessi di policlinico e monoblocco, fu collocato un blocco con gli ingressi e il pronto soccorso che venne completato nel 1967 con la realizzazione di un lungo corridoio con al termine una cappella. L'insieme di questi edifici portarono alla realizzazione di quello che venne allora chiamato Ospedale Civile di Padova, di cui l'antico Ospedale Giustinianeo costituiva l'ala nord.
Il 14 novembre 1985 all'ospedale civile di Padova venne effettuato il primo trapianto di cuore in Italia da parte del professor Vincenzo Maria Gallucci, cardiochirurgo e professore universitario, e della sua équipe. Nel 2015 il reparto di Cardiochirurgia dell'Ospedale ha preso il nome di "Centro Gallucci", in memoria del professore deceduto nel 1991.

### Azienda Ospedaliera di Padova

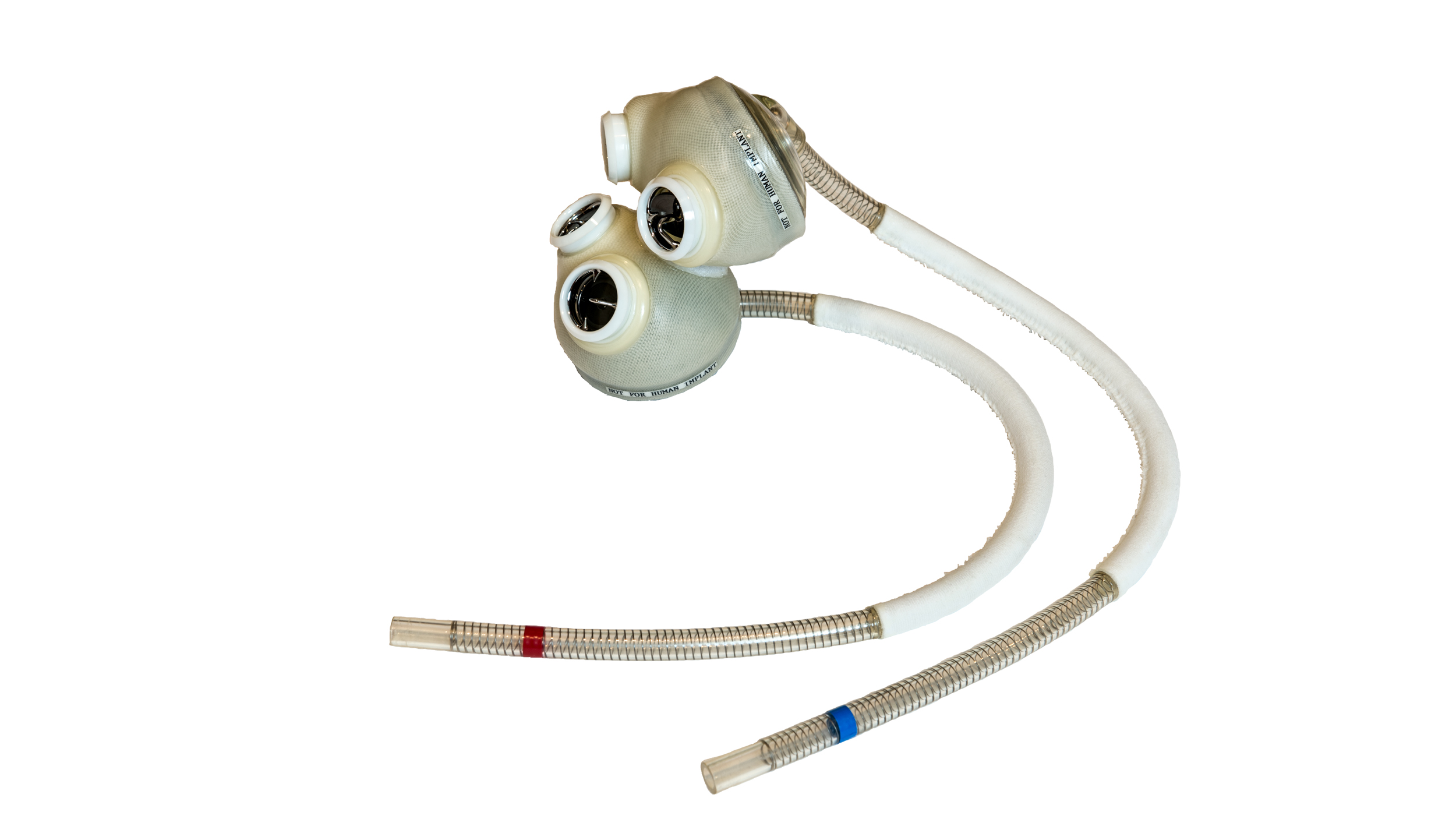
Cuore artificiale "CardioWest 70cc" usato per il primo impianto in Italia (2007)

Il nome di Ospedale civile venne cambiato in Azienda Ospedaliera di Padova a seguito della entrata in vigore della legge n. 502 del 30 dicembre 1992 che istituiva le aziende sanitarie locali (ASL) in sostituzione delle Unità sanitaria locale (USL).
Il 6 dicembre 2007, al Centro Gallucci dell'ospedale di Padova, il professor Gino Gerosa, attuale primario di Cardiochirugia, ha effettuato il primo intervento in Italia di impianto di un cuore artificiale su una persona di 55 anni affetto da una grave insufficienza cardiaca biventricolare.
Nel 2015 è stato eseguito a Padova, sempre dal professor Gerosa e dalla sua équipe, il primo intervento al mondo alla valvola mitrale con cuore battente su una paziente di 70 anni.
Nel 2019, grazie ad un nuovo accordo sinergico con l'Università degli Studi di Padova la precedente Azienda Ospedaliera ha trasformato e ampliato la sua natura in "Azienda Ospedale-Università di Padova", confermando il ruolo di Ospedale Hub di eccellenza di rilievo regionale nonché azienda di riferimento per la realizzazione della collaborazione istituzionale tra SSR e UNIPD, realizzando e mettendo a sistema l’integrazione tra le attività di assistenza, didattica e ricerca, contribuendo al raggiungimento degli obiettivi assistenziali del SSR e favorendo il raggiungimento degli obiettivi di didattica e ricerca propri dell’UNIPD e della Scuola di Medicina e Chirurgia.

## Organizzazione
L'azienda è strutturata in dieci dipartimenti – nove strutturali e uno funzionale – per l'area ospedaliera e un dipartimento amministrativo. Ciascun dipartimento è costituito, salvo eccezioni, dall'aggregazione di almeno tre unità operative complesse omogenee sotto il profilo dell'attività o delle risorse umane e tecnologiche utilizzate.
Dipartimenti
- Cardio-toraco-vascolare
- Chirurgia
- Medicina di laboratorio
- Diagnostica per immagini e radiologia interventistica
- Emergenza-urgenza
- Medicina
- Medicina legale e del lavoro, tossicologia e sanità pubblica
- Medicina trasfusionale (funzionale, interaziendale)
- Neuroscienze e organi di senso
- Salute della donna e del bambino

Dal 2025 sono attivi presso l'unità di Procreazione Medicalmente Assistita un centro per l'endometriosi e la vulvodinia.

## Premi e riconoscimenti
Nella World's Best Hospital, classifica annuale dei migliori ospedali del mondo stilata da Newsweek, è risultato l'ottavo ospedale in Italia e il 128° fra i 2.400 ospedali di 30 Paesi monitorati nell'analisi.